# Kermia benhami
Kermia benhami é uma espécie de gastrópode do gênero Kermia, pertencente a família Raphitomidae.